# Pernada de Sorocaba
A pernada de Sorocaba é uma luta brasileira que utiliza os pés, comum nos estados do Rio de Janeiro e São Paulo em meados do século XX. Na capital paulista era chamada de tiririca; no interior do estado, de jogo da rasteira ou pernada. No Rio de Janeiro, brincadeiras similares eram chamadas de cangapé, canga d'água, samba duro, samba de roda e samba de plantar.

## Origens
Praticada ao som do samba, a pernada de Sorocaba tinha sua coreografia aproveitada pelos passistas dos blocos carnavalescos (chamados de pessoal do rabo de arraia). Era também presenta nas brigas e disputas.
Apesar de ser o nome de um golpe, a pernada acabou por denominar o todo de um sistema de luta em que se privilegiava os golpes com pés, a dissimulação, o jogo de corpo (esquiva ou ginga), a cabeçada e movimentos giratórios como o rabo de arraia.
Segundo o depoimento de Pedro de Almeida, conhecido por Pedro Fuminho, a pernada era a mesma capoeira, diferenciando apenas que na sua prática não havia o berimbau e era realizada ao som do samba.
Era a capoeira de então, antes do surgimento das academias com o estilo baiano (angola e regional) de capoeira.
O escritor sorocabano Jacob Penteado no livro Belenzinho, 1910 descreve mesmo que o samba no início do século XX era um amálgama de danças e coreografias, incluindo a capoeira.
Em Porto Feliz, cidade do interior paulista, tem-se a notícia da prática da pernada entre as décadas de 1940 a 1960 ou um pouco mais. O professor Olivério Rubini foi um dos praticantes dessa luta.
A pernada de Sorocaba foi tema de artigos publicados pelo pesquisador Carlos Carvalho Cavalheiro no Jornal do Capoeira e serviu de mote para o documentário Pernada em Sorocaba, produzido por Joelson Ferreira em 2005
. Outros trabalhos de resgate da capoeira paulista podem ser encontrados nos artigos de Miltinho Astronauta, pesquisador da capoeira, publicados em jornais e revistas especializadas.

## Praticantes
Entre os mais exímios praticantes da pernada de Sorocaba destacam-se Zé Jaú, Mestre Lazinho, Luizão (Luiz Gonzaga Rodrigues), Vadeco, João Pantera (Tio João).
Na capital paulista, entre os praticantes da tiririca estão Geraldo Filme, Oswaldinho da Cuíca, Toniquinho Batuqueiro, Pato N'Água, Guardinha, Germano Mathias entre outros.